# Nati nel 1147
| Questa pagina contiene informazioni ricavate automaticamente dalle voci biografiche con l'ausilio del template Bio e di un bot. L'aggiornamento è periodico e automatico e ricostruisce completamente la pagina. Se manca una persona in questa lista, sei pregato di non aggiungerla, ma accertati piuttosto che la sua voce biografica contenga il template Bio e che i dati anagrafici siano correttamente compilati. Se il template Bio manca, inseriscilo tu stesso o, in alternativa, metti l'avviso {{tmp\|Bio}} che ne segnala la mancanza. Se i dati riportati sono sbagliati, correggi direttamente la voce biografica; le modifiche saranno visibili in questa lista entro pochi giorni. Per chiarimenti vedi il progetto biografie. La lista contiene solo le 8 persone che sono citate nell'enciclopedia e per le quali è stato implementato correttamente il template Bio. Pagina aggiornata al 18 mar 2025. |

- 9 maggio - Minamoto no Yoritomo, militare e politico giapponese († 1199)
- Haakon II di Norvegia, re norvegese († 1162)
- Garnier de Naplouse, militare francese († 1192)
- Ottone II di Brandeburgo, nobile († 1205)
- Stefano III d'Ungheria, re ungherese († 1172)
- Taira no Munemori, militare giapponese († 1185)
- Ugo di Kevelioc, conte († 1181)
- Wada Yoshimori, militare giapponese († 1213)